# أورينتال ريسلينغ إنترتينمنت
أورينتال ريسلينغ إنترتينمنت يختصر إلى OWE ويعني بالعربية اتحاد المصارعة الشرقية الترفيهي (بالصينية 东方职业摔角) وتقرأ Dōngfāng zhíyè shuāijiǎo هو اتحاد صيني للمصارعة المحترفين الذي تم تأسيسه عام 2017. تجمع عروض OWE عادةً بين المصارعة والعروض الموسيقية لفرقة البوب الصيني SNH48 C-pop. يروج الاتحاد حاليًا لبطولة واحدة كجزء من أحداثهم. تتمتع OWE بعلاقات عمل مع اتحاد آول إليت ريسلينغ (AEW) ومقرها الولايات المتحدة، وفيوتشر ستارز اوف ريسلينج FSW، واتحاد ذا كراش لوتشا ليبري المكسيكي.

## التاريخ
في حين أن مفهوم المصارعة المحترفين راسخ في أوروبا وأمريكا الشمالية منذ القرن التاسع عشر، وفي اليابان منذ نهاية الحرب العالمية الثانية، لم تتعرض الصين للمصارعة المهنية قبل نهاية الألفية الثانية وبداية الألفية الحالية.بحيث تم إنشاء أول ترويج للمصارعة المحترفين الصيني، بعنوان شاينا ريسلينج انتريتنمنيت CWE، في عام 2004، للترويج لأحداث المصارعة المهنية التقليدية، لكنه كافح من أجل البقاء دون خسائر. في عام 2017، أنشأ المخرج السينمائي الصيني فو هويانغ اتحاد أورينتال ريسلنغ إنترتينمنت، ومقره العاصمة الصينية شانغهاي، وبدأ بحثًا عن المواهب بين أكثر من 200000 من المتقدمين الذين يتمتعون جميعًا بخلفية فنون القتال، حيث اختاروا مجموعة من 50 شخصًا للتدريب على المصارعة المحترفة.
في أوائل عام 2018، بدء اتحاد OWE علاقة عمل مع اتحاد داجون غيت، بحيث أنضم المتدربين من OWE ليعملون في أحداث دراجون جيت المختلفة وعمل نجم اتحاد دراجون جيت السابق شيما علي تدريبهم و ساعد OWE على الترويج لأول عرض رسمي له، "The Legend of the Dragon" "الذي عقد في 2 فبراير 2018، في العاصمة الصينية شانغهاي، وضم العرض مصارعو اتحاد دراجون جيت وقائمة مصارعي OWE. في 7 مايو 2018، أعلن شيما أنه وتي-هاوك، وايل ليندا مان، وتاكاهيرو يامامورا، سيغادرون كلهم دراجون جيت، حيث سينتقلون من اليابان إلى الصين للمشاركة في عروض OWE بشكل كامل. تم إعلان شيما كمدرب رئيسي ورئيس لـ OWE وبدأ تدريب الناشئين.
بدأت OWE في وقت لاحق شراكة مع اتحاد المصارعة الأمريكي المحلي فيوتشر ستارز أوف ريستنج الذي مقره في لاس فيغاس بولاية نيفادا، وإرسال شيما وثلاثة متدربين إلى عروض FSW وكذلك العديد من أعضاء FSW سافروا إلى الصين وذلك طبقاً لاتفاقيات الشراكة. ظهر شيما والعديد من طلاب OWE أيضًا في العروض الترويجية الأخرى لاتحادات مصارعة مختلفة مثل عروض اتحاد المصارعة الأسترالي (AWF) و ريسيل-وان و وعروض اتحاد دي دي تي برو ريسلينج.
في 8 يناير 2019، أعلن اتحاد اول اليت ريسلينج (AEW) الذي تم إنشاؤه حديثًا في الولايات المتحدة أنها قد توصل إلى اتفاقية شراكة مع الشركة لتضمن الشركة ان يعمل مصارعين OWE لصالح AEW والعكس. في يناير 2019، أعلن اتحاد ذا كراش لوتشا ليبري التي تتخذ من مدينة تيخوانا المكسيكية مقراً لها أنها توصلت إلى اتفاق مع OWE للتعاون في أحداث المصارعة في المستقبل. في 23 فبراير 2019، أعلنت OWE أنها ستقوم بأنشاء أول لقب بطولة نشطة في عرض ذكري OWE السنوية.

## الأسلوب والتأثيرات الثقافية
تقدم أورينتال ريسلينغ إنترتينمنت عروضًا وإداء متقن داخل الحلبة مناسب لثقافة الصين القارية، مع تعديل مفهوم المصارعة المهنية مع جمهورها. وصف المصارع الصيني هو هو لون أن الفرق بين اتحاد OWE والشركات الأخرى التي تروج للمصارعة بأن «شركة OWE تضع رياضة مصارعة المحترفين في قالب رياضة الكونغ فو وفي حين يسعى المصارعين بدلا من استخدام الضربات العيفة في المصارعة إلى أستخدام اسلوب الكونغ فو في المصارعة». تحتوي معظم قوائم OWE الصينية على مصارعين يجيدون فنون قتالية، خاصةً شاولين كونغ فو وخلفية بأسلوب ومفاهيم فنون القتال التي تؤثر على المنتج والعرض التقديمي.
يركز جزء من العروض الخاصة للـ OWE على تثقيف المتفرجين حول تفاصيل المصارعة الاحترافية، مثل مقاطع الفيديو قبل المباريات التي تشرح أن المباريات يمكن الفوز بها عن طريق سلسلة تثبيتين من اصل 3 تثبيتات. خلال الأحداث يتم بث التعليق عبر طاولة التعليق العامة في القاعة، مما يساعد على توجيه المعجبين حول من يشجعون وما إلى ذلك. في الثقافة الآسيوية، يُعتبر عدم الاحترام للناس بشكل أستهجاني أو صاخباً، مما يؤدي بدوره إلى أن يظل المشجعون هادئين ويصفقون بأدب أثناء المباريات، أو يهتفون بالحركة عمومًا دون الاستهجان بأي من المنافسين داخل الحلبة. معظم المصارعين المكروهين («الأشرار») كانوا أجانب. تم وصف عروض OWE على أنها عروض متنوعة، بحيث تجمع بين عروض فنون القتال من خلال قائمة مصارعي OWE، والعروض الموسيقية من أعمال فرق البوب الصينية مثل SNH48 ومباريات المصارعة في الوقت نفسه.
جانب آخر من عرضهم هو تأثير قواعد ومعايير الحكومة الصينية للأحداث الترفيهية. وقد أوضح نائب رئيس OWE مايكل ني أن «المصارعة التقليدية يمكن أن تكون عنيفة جدًا بالنسبة للمجتمع الصيني. وإذا حاولنا نسخ الطريقة اليابانية ووضعها في السوق الصينية، فستقتل منتجاتنا من قبل الحكومة». نتيجة للقيود الثقافية وفي محاولة لتقديم المزيد من المنتجات «الصينية»، يركز OWE على ثقافة فنون الدفاع عن النفس الصينية ونشر الوعي بها على نطاق عالمي، وتقديم زوايا المصارعة وخطوط القصة وشخصيات بشكل مختلفة للغاية وأكثر رقي مقارنة بالشركات الغربية مثل دبليو دبليو اي وامباكت ريسلينج وغيرها.

## بطولة
| بطولة               | البطل الحالي | عدد مرات حمل اللقب | تاريخ الفوز    | أيام حمل اللقب | الموقع         | ملاحظات |
| ------------------- | ------------ | ------------------ | -------------- | -------------- | -------------- | ------- |
| بطولة أسطورة التنين | جنرال جوان   | 1                  | 25 فبراير 2019 | 2293           | شانغهاي، الصين | [ 12 ]  |

## قائمة

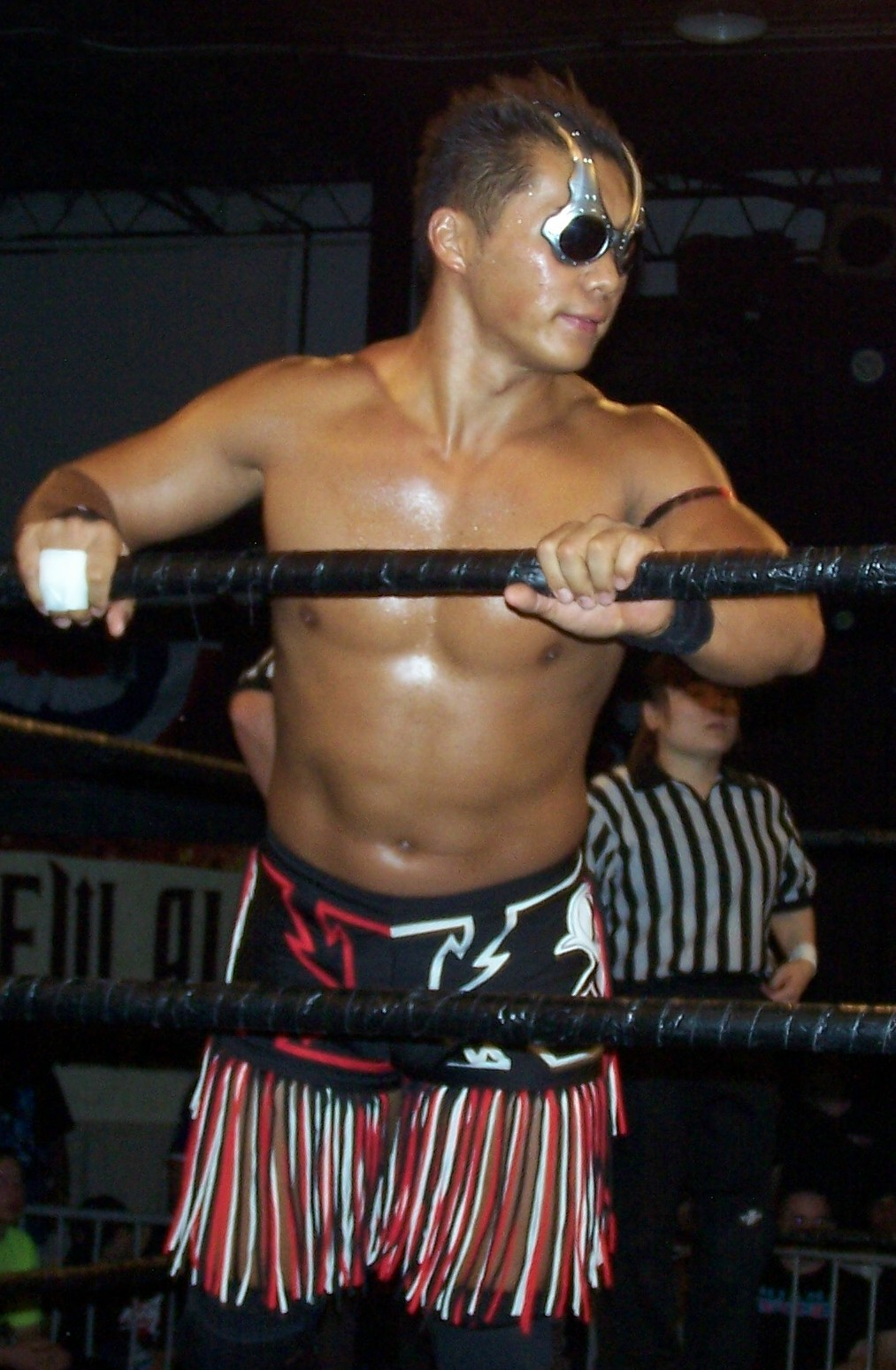
مدرب OWE سيما

لدى OWE قائمة دائمة تضم 35 مصارعًا صينيًا جميعهم بموجب عقد مدته 10 سنوات ويتم توفير مرافق التدريب والإقامة في نفس السياق مثل مجموعات C-pop المدعومة من قبل شركات التسجيلات. لدى OWE أيضًا أربعة مصارعين يابانيين بموجب عقود بدوام كامل وعادةً ما يجلب مصارعين أجانب على أساس الدفع لكل عرض.
قائمة المصارعين الذكور

### الذكور
| اسم الحلبة          | الاسم الحقيقي     | ملاحظات                                       | مراجع  |
| ------------------- | ----------------- | --------------------------------------------- | ------ |
| كابيتن اخيليس بين   | غير معروف         | عضو في الفريق "اي", ويعرف أيضًَا باسم ايه بين   | [ 16 ] |
| شوجر برون           | غير معروف         | ممثل عن اتحاد FSW وعضو في عصابة ريل موني بروز | [ 17 ] |
| جيك كافيه           | غير معروف         | ممثل عن اتحاد FCW                             | [ 17 ] |
| سان تشاو            | غير معروف         | عضو في فريق"اي"                               | [ 16 ] |
| ماو تشن شيانغ       | غير معروف         | عضو في فريق"دبليو"                            | [ 16 ] |
| شيما                | نوبوهيكو اوشيما   | رئيس المدربين، رئيس الاتحاد                   |        |
| ذا كوماندو          | غير معروف         |                                               |        |
| دوان ديهانج         | غير معروف         | عضو في فريق "دبليو"                           | [ 16 ] |
| داميان دريك         | غير معروف         | FSW ممثل اتحاد وعضو في فريق "ميدنايت مارفيلز" | [ 17 ] |
| ذا جينرال           | غير معروف         |                                               |        |
| يانج هاو            | غير معروف         | عضو فريق "اوه"                                | [ 16 ] |
| فان هيويَ            | غير معروف         | عضو فريق "اي"                                 | [ 16 ] |
| تانغ هوكاي          | غير معروف         | عضو فريق "اوه"                                | [ 16 ] |
| مينيور جريجوري جايد | غير معروف         | ممثل عن اتحاد FSW                             | [ 17 ] |
| وانج جين            | غير معروف         | عضو فريق "اوه"                                | [ 16 ] |
| قاو جينقجين         | غير معروف         | عضو فريق "اوه"                                | [ 16 ] |
| تشاو جونجي          | غير معروف         | عضو في فريق "دبليو"                           |        |
| كلوتش كوسيرا        | غير معروف         | ممثل عن اتحاد FSW وعضو في عصابة ريل موني بروز | [ 17 ] |
| ايل ليندامان        | يوجا هاياشي       | ياباني                                        | [ 18 ] |
| ماريو بوجاتي        | غير معروف         |                                               | [ 19 ] |
| جاك مانلي           | غير معروف         | ممثل اتحاد FSW , عضو في عصابة "دبليو جي "     |        |
| ريمي مارسيل         | غير معروف         | ممثل اتحاد FSW , عضو في عصابة "دبليو جي "     |        |
| فان كيويانج         | غير معروف         | عضو في فريق "اي"                              |        |
| سبيدير وريور        | غير معروف         | ممثل اتحاد FSW وعضو في فريق "ميدنايت مارفيلز" | [ 17 ] |
| تيتان               | غير معروف         |                                               | [ 20 ] |
| تي.هاوك             | تاكويا اوناوديرا  | ياباني                                        |        |
| وُل جيجي مارون       | غير معروف         | عضو في فريق "اوه"                             |        |
| تشين شيانقكي        | غير معروف         | عضو في فريق "دبليو"                           |        |
| كوي شيانقمينج       | غير معروف         | عضو في فريق "اوه"                             |        |
| لينو شينشي          | غير معروف         | عضو في فريق "اي"                              |        |
| تاكاهيرو يامامورا   | تاكاهيرو يامامورا | ياباني                                        | [ 18 ] |
| لو يي               | غير معروف         | عضو في فريق "اوه"                             |        |
| دوان يَنقنان         | غير معروف         | عضو في فريق "دبليو"                           |        |
| تشاو يَلونج          | غير معروف         | عضو في فريق "دبليو"                           |        |
| رين يوهانق          | غير معروف         | عضو في فريق "اي"                              |        |
| شيونغ               | غير معروف         | عضو في فريق "اي"                              |        |

إناثا
| اسم الحلبة | الاسم الحقيقي | ملاحظات | المراجع. |
| ---------- | ------------- | ------- | -------- |
| مازَيراتي   | غير معروف     |         | [ 21 ]   |
| زيدا تشانغ | جوليا هو      |         | [ 15 ]   |

أفراد وراء الكواليس
| اسم الحلبة | الاسم الحقيقي        | الوظيفة             | الملاحظات |
| ---------- | -------------------- | ------------------- | --------- |
| سكايد      | خورجي ريفيرا سوريانو | مدرب                | [ 15 ]    |
| مايكل ني   | مايكل ني             | نائب الرئيس، المعلق | [ 14 ]    |

## روابط خارجية
- ORIENTALWRESTL1 على تويتر.